# The Exciters (gruppo musicale)
I The Exciters sono stati un gruppo musicale vocale statunitense, attivo dal 1961 al 1974 e originario del Queens di New York.

## Membri del gruppo
- Brenda Reid
- Carolyn Johnson
- Lillian Walker
- Sylvia Wilbur
- Penny Carter
- Herb Rooney
- Ronnie Pace
- Skip McPhee

## Discografia parziale
Album
- 1963 - Tell Him
- 1965 - The Exciters
- 1969 - Caviar and Chitlins
- 1971 - Black Beauty
- 1976 - Heaven Is Where You Are

Singoli
- 1962 - Tell Him
- 1963 - He's Got the Power
- 1963 - Get Him
- 1964 - Do Wah Diddy Diddy
- 1965 - I Want You to Be My Girl
- 1966 - A Little Bit of Soap